# Adolf Sydow

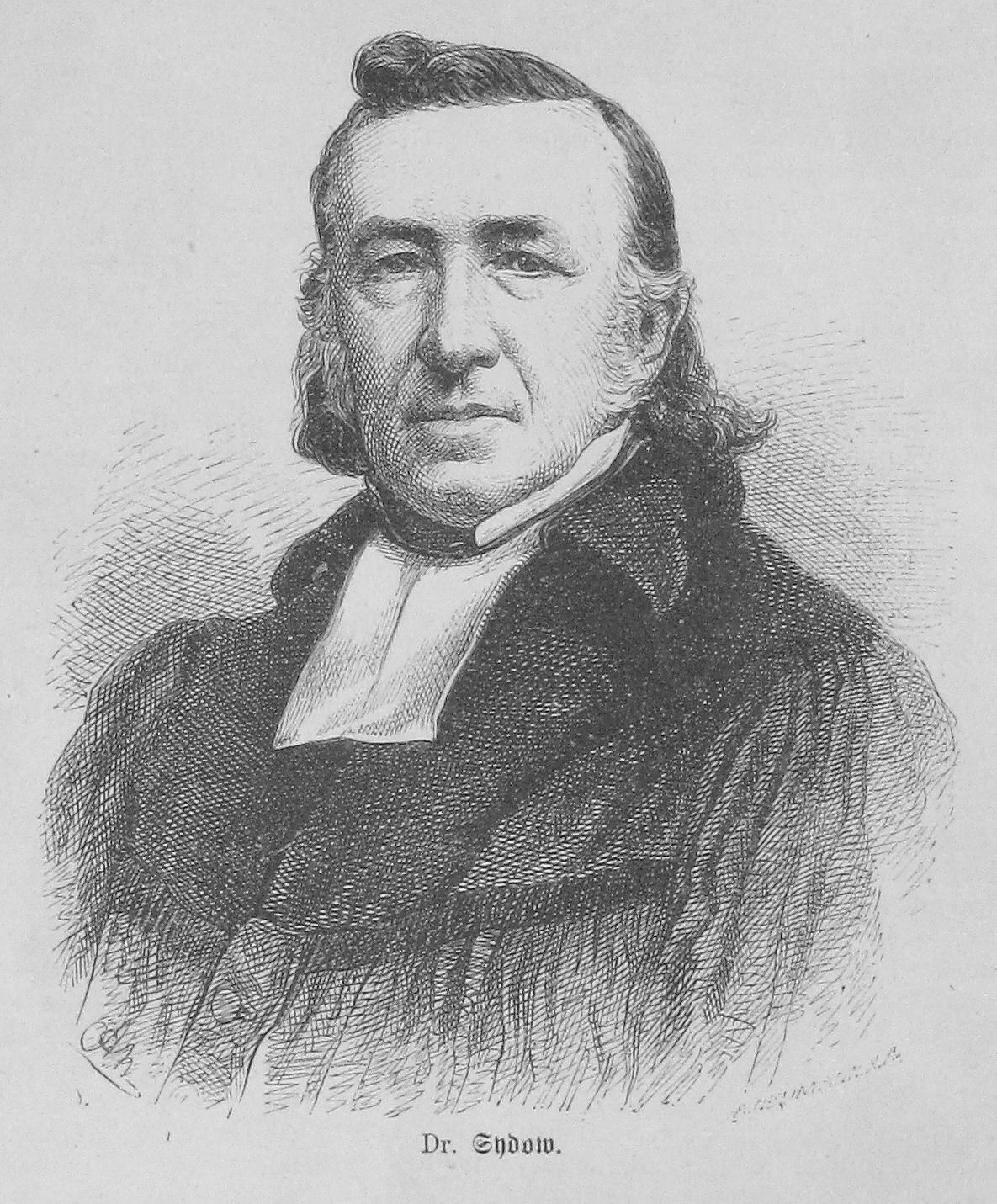
Adolf Sydow.

Karl Leopold Adolf Sydow, född den 23 november 1800 i Berlin, död den 22 oktober 1882, var en tysk protestantisk teolog. 
Sydow blev 1836 hov- och garnisonspräst i Potsdam, och på tillskyndan av Fredrik Vilhelm IV begav han sig 1841 till England, där drottning Viktoria gav honom i uppdrag att avge ett omdöme om den skotska frikyrkan. Han utförde uppdraget och ställde sig på frikyrkans sida. Som teolog var Sydow lärjunge till Schleiermacher och verksam för unionen, men han blev alltmer radikal. Då han förklarade, att Jesus var legitim son till Josef och Maria, hamnade han i onåd och var nära att bli avsatt från prästämbetet.